# Emil Zsigmondy
Emil Zsigmondy (Vienna, 11 agosto 1861 – Meije, 6 agosto 1885) è stato un alpinista austriaco.
Iniziò a scalare montagne nel 1874, spesso in compagnia del fratello maggiore Otto Zsigmondy, introducendo nell'alpinismo la scalata senza guida alpina.
Dopo 140 ascensioni, morì mentre tentava di scalare il Meije, nel massiccio del Pelvoux.